# Coptodactyla subaenea
Coptodactyla subaenea är en skalbaggsart som beskrevs av Edgar von Harold 1877. Coptodactyla subaenea ingår i släktet Coptodactyla och familjen bladhorningar. Inga underarter finns listade i Catalogue of Life.